# Kerkgenootschap
Een kerkgenootschap is een zelfstandige organisatie die een kerk of godsdienstige gemeenschap vertegenwoordigt. In plaats van kerkgenootschap spreekt men ook wel over kerkelijke denominatie.

## Nederland
In Nederland wordt in artikel 2 van Boek 2 van het Burgerlijk Wetboek bepaald dat "kerkgenootschappen alsmede hun zelfstandige onderdelen en lichamen waarin zij zijn verenigd", rechtspersoonlijkheid bezitten. Bij de totstandkoming van dit Boek is nadrukkelijk vastgesteld dat het begrip 'kerkgenootschappen' meer omvat dan alleen christelijke en joodse geloofsgemeenschappen. Ook de in Nederland georganiseerde islamitische en boeddhistische genootschappen vallen er onder. In de praktijk zijn echter islamitische organisaties (onder meer moskeeorganisaties en de overkoepelende verbanden) en boeddhistische gemeenschappen in Nederland vrijwel allemaal als stichting of vereniging georganiseerd.
In de Handelsregisterwet 2007 is bepaald dat per 1 juli 2008 dergelijke kerken zich dienen in te schrijven in het handelsregister van ondernemingen en rechtspersonen; dit register wordt bijgehouden door de Kamer van Koophandel.
Er is sinds de invoering van het Burgerlijk Wetboek in Nederland rond 1848 (voortvloeiend uit de Franse Code Civil) een uitdrukkelijke scheiding tussen kerk en staat. Dit houdt in dat de Nederlandse staat geen enkele zeggenschap heeft over de geloofsbeleving en godsdienstuitoefening binnen alle kerkgenootschappen in Nederland, van welke denominatie dan ook. Wel verwijst het ministerie naar jurisprudentie van het Europees Hof voor de Rechten van de Mens, waarin staat dat geloofsopvattingen bijvoorbeeld een ‘zeker niveau aan overtuigingskracht, ernst, samenhang en belang bereikt hebben’.
Volgens de gangbare uitleg van de Nederlandse wet gelden de Hervormde Kerk (tot aan de fusie waarbij deze opging in de PKN), de Protestantse Kerk in Nederland en de rooms-katholieke Nederlandse kerkprovincie als "kerkgenootschappen", en de plaatselijke gemeenten c.q. parochies als "zelfstandige onderdeel van een kerkgenootschap". Bij de Gereformeerde Kerken in Nederland (tot aan de fusie waarbij deze opging in de PKN) en de kleinere gereformeerde kerken geldt de plaatselijke gemeente echter als het kerkgenootschap; de overkoepelende organen (die in het dagelijks taalgebruik wel gewoon als kerkgenootschap worden aangeduid) hebben rechtspersoonlijkheid als "lichaam waarin kerkgenootschappen zich hebben verenigd". Vandaar ook dat de namen van deze gereformeerde kerkgenootschappen in het meervoud zijn gesteld.
De kerkgenootschappen in Nederland tellen tezamen ongeveer 3490 zelfstandige gebieden, waarin de pastorale zorg vorm en inhoud krijgt. Hiervan zijn 1463 rooms-katholieke parochies en 1832 protestantse gemeenten. Deze dragen zorg voor het in stand houden van ongeveer 4240 kerkgebouwen in Nederland. Veroorzaakt door de toenemende ontkerstening neemt sinds een paar jaar het aantal zelfstandige parochies, gemeenten en kerkgebouwen af.
Hoewel het woord "kerk" van christelijke oorsprong is werd de term "kerkgenootschap" bij de invoering rond 1800 ook voor andere religies in Nederland gebruikt. Daarom heet het in 1814 opgerichte overkoepelende orgaan van de Joden in Nederland het Nederlands-Israëlitisch Kerkgenootschap.